# 羅克福爾崖
73°26′S 93°34′W / 73.433°S 93.567°W
羅克福爾崖（英語：Rockfall Cliff），是南極洲的山崖，位於埃爾斯沃思地，屬於瓊斯山的一部分，處於洛思山西北面，由明尼蘇達大學登山學家繪入地圖，現時由南極條約體系管理。